# Cécile de France
Cécile de France (IPA [sesil də fʁɑ̃s]; Namur, 17 luglio 1975) è un'attrice belga di origine francese.

## Carriera
A 17 anni si trasferisce in Francia, lavorando fra Lione e Parigi con Sogno di una notte di mezza estate di William Shakespeare. Dal 1992 al 1994 frequenta, invece, gli Stage d'Art Dramatique di Jean-Paul Denizon. Nel 2001 si fa conoscere dal grande pubblico grazie alla commedia di Richard Berry L'art (délicat) de la séduction, interpretando il personaggio di Laure, ragazza che si innamora pazzamente del misogino Patrick Timsit. Nel febbraio del 2003, riceve il premio Lumière ed il César come miglior attrice esordiente per il suo ruolo ne L'appartamento spagnolo (seguito dal César come miglior attrice non protagonista per Bambole russe). Nel 2000 recita nel suo primo film, Regarde-moi (en face) di Marco Nicoletti; l'anno successivo compare in L'art (délicat) de la séduction, una commedia di Richard Berry. Nel 2003 riceve il premio César come miglior attrice esordiente per il suo ruolo ne L'appartamento spagnolo di Cédric Klapisch.
Sempre nel 2003 ha doppiato il cartone animato La profezia di Kaena, si lancia nel thriller di Alexandre Aja Alta tensione e, scoperta negli Stati Uniti, recita con Jackie Chan e Steve Coogan in Il giro del mondo in 80 giorni, tratto dal romanzo di Jules Verne, per la regia di Frank Coraci, fino a riapprodare in Francia nel 2006 come una dei protagonisti di Un po' per caso, un po' per desiderio di Danièle Thompson. Nel 2011, 2012, 2018, 2019 e 2020 viene candidata per il Premio Magritte per la miglior attrice, senza mai vincere.

## Vita privata
È sposata dal 2006 con l'attore Guillaume Siron, con cui è fidanzata dal 1997, dal quale ha avuto due figli, Lino e Joy.

## Filmografia

### Cinema
- L'Art (délicat) de la séduction, regia di Richard Berry (2001)
- Toutes les nuits, regia di Eugène Green (2001)
- L'appartamento spagnolo (L'Auberge espagnole), regia di Cédric Klapisch (2002)
- A+ Pollux, regia di Luc Pagès (2002)
- Irène, regia di Ivan Calbérac (2002)
- Regarde-moi (en face), regia di Marco Nicoletti (2002)
- Moi César, 10 ans ½, 1m39, regia di Richard Berry (2003)
- Alta tensione (Haute tension), regia di Alexandre Aja (2003)
- Il giro del mondo in 80 giorni (Around the World in 80 Days), regia di Frank Coraci (2004)
- La confiance règne, regia di Étienne Chatiliez (2004)
- Bambole russe (Les Poupées russes), regia di Cédric Klapisch (2005)
- J'aurais voulu être un danseur, regia di Alain Berliner (2005)
- Un po' per caso, un po' per desiderio (Fauteuils d'orchestre), regia di Danièle Thompson (2006)
- Quand j'étais chanteur, regia di Xavier Giannoli (2006)
- Mon colonel, regia di Laurent Herbiet (2006)
- Mauvaise foi, regia di Roschdy Zem (2006)
- Où est la main de l'homme sans tête, regia di Guillaume e Stéphane Malandrin (2006)
- Un secret, regia di Claude Miller (2007)
- Nemico pubblico N. 1 - L'istinto di morte (Mesrine: L'instinct de mort), regia di Jean-François Richet (2008)
- Nemico pubblico N. 1 - L'ora della fuga (Mesrine: L'ennemi public n° 1), regia di Jean-François Richet (2008)
- Sœur Sourire, regia di Stijn Coninx (2009)
- Hereafter, regia di Clint Eastwood (2010)
- Il ragazzo con la bicicletta (Le Gamin au vélo), regia dei fratelli Dardenne (2011)
- Möbius, regia di Éric Rochant (2013)
- Rompicapo a New York (Casse-tête chinois), regia di Cédric Klapisch (2013)
- La Belle Saison, regia di Catherine Corsini (2015)
- Il viaggio di Fanny (Le Voyage de Fanny), diretto da Lola Doillon (2016)
- Toglimi un dubbio (Ôtez-moi d'un doute), regia di Carine Tardieu (2017)
- Django, regia di Étienne Comar (2017)
- Lady J (Mademoiselle de Joncquières), regia di Emmanuel Mouret (2018)
- Ribelli (Rebelles), diretto da Allan Mauduit (2019)
- Un monde plus grand, regia di Fabienne Berthaud (2019)
- I giovani amanti (Les jeunes amants), regia di Carine Tardieu (2021)
- The French Dispatch of the Liberty, Kansas Evening Sun, regia di Wes Anderson (2021)
- Illusioni perdute (Illusions perdues), regia di Xavier Giannoli (2021)
- Ritratto di un amore (Bonnard, Pierre et Marthe), regia di Martin Provost (2023)

### Televisione
- Cas de divorce – serie TV, 1 episodio (1991)
- Alice Nevers - Professione giudice – serie TV, 1 episodio (1999)
- The Young Pope – serie TV, 10 episodi (2016)
- The New Pope – serie TV, 9 episodi (2020)
- The Swarm - Il quinto giorno – serie TV (2023)
- Greek Salad, regia di Cédric Klapisch – serie TV (2023)

### Cortometraggi
- Tous nos voeux de bonheur (1997)
- Le dernier rêve (2000)
- Bon appetit! (2000)
- Le mariage en papier (2001)
- Loup! (2002)

## Doppiatrici italiane
- Francesca Fiorentini in Alta tensione, Il giro del mondo in 80 giorni,  Nemico pubblico N. 1 - L'istinto di morte, Nemico pubblico N. 1 - L'ora della fuga, The Young Pope, Lady J, The New Pope
- Eleonora De Angelis in Hereafter, Il ragazzo con la bicicletta, Rompicapo a New York
- Chiara Colizzi ne I giovani amanti, Illusioni perdute, Ritratto di un amore
- Daniela Calò ne L'appartamento spagnolo, Bambole russe
- Domitilla D'Amico in Un po' per caso, un po' per desiderio
- Laura Romano in Möbius
- Giò Giò Rapattoni ne Il viaggio di Fanny
- Claudia Catani in Toglimi un dubbio
- Angela Brusa in The French Dispatch of the Liberty, Kansas Evening Sun